# Baruch Spinoza
Baruch Spinoza (latin Benedictus de Spinoza, portugisiska Bento De Espinosa), född 24 november 1632 i Amsterdam, död 21 februari 1677 i Haag, var en nederländsk filosof av portugisisk sefardisk härkomst.
Spinozas filosofi vilar på två huvudprinciper: rationalism och en idé om all materia som delar av Gud. Spinozas rationalism har Euklides geometri som modell; axiom är grunden på vilken kunskap måste byggas. Med denna rationalism lämnade Spinoza Descartes "första person"-perspektiv till förmån för ett sub specie aeternitatis-perspektiv. Från "all materia är Gud" är steget inte långt till monismen. Spinoza anklagades stundtals för panteism.
Spinoza omfattar också en långtgående determinism och förnekar med emfas människans fria vilja. Sett ur en annan synvinkel betonar Spinoza att allt inom kosmos, inklusive människan, är styrt av lagar, och därmed är även människans fria vilja egentligen inte fri utan underkastad samma lagar som styr universum i stort.

## Liv
Spinozas föräldrar var judar som flytt från Portugal på grund av religionsförföljelser. Bestämd till rabbin fick Spinoza sin första utbildning hos talmudkännaren Saul Levi Morteira, men lärde sig också latin hos den humanistiskt bildade läkaren Franciscus van den Enden och studerade kristna skolastiker, naturvetenskap, matematik och René Descartes filosofi. Under studietiden avlägsnade han sig alltmer från den judiska ortodoxin och vid 23 års ålder uteslöts han, som fritänkare, ur den judiska synagogan. Därefter levde han i stilla tillbakadragenhet ute på landet, tills han på sina vänners begäran flyttade till Haag 1670. Spinoza försörjde sig genom slipning av optiska glas, ett yrke som troligtvis bidrog till hans tidiga död i lungsot.

## Litterär produktion

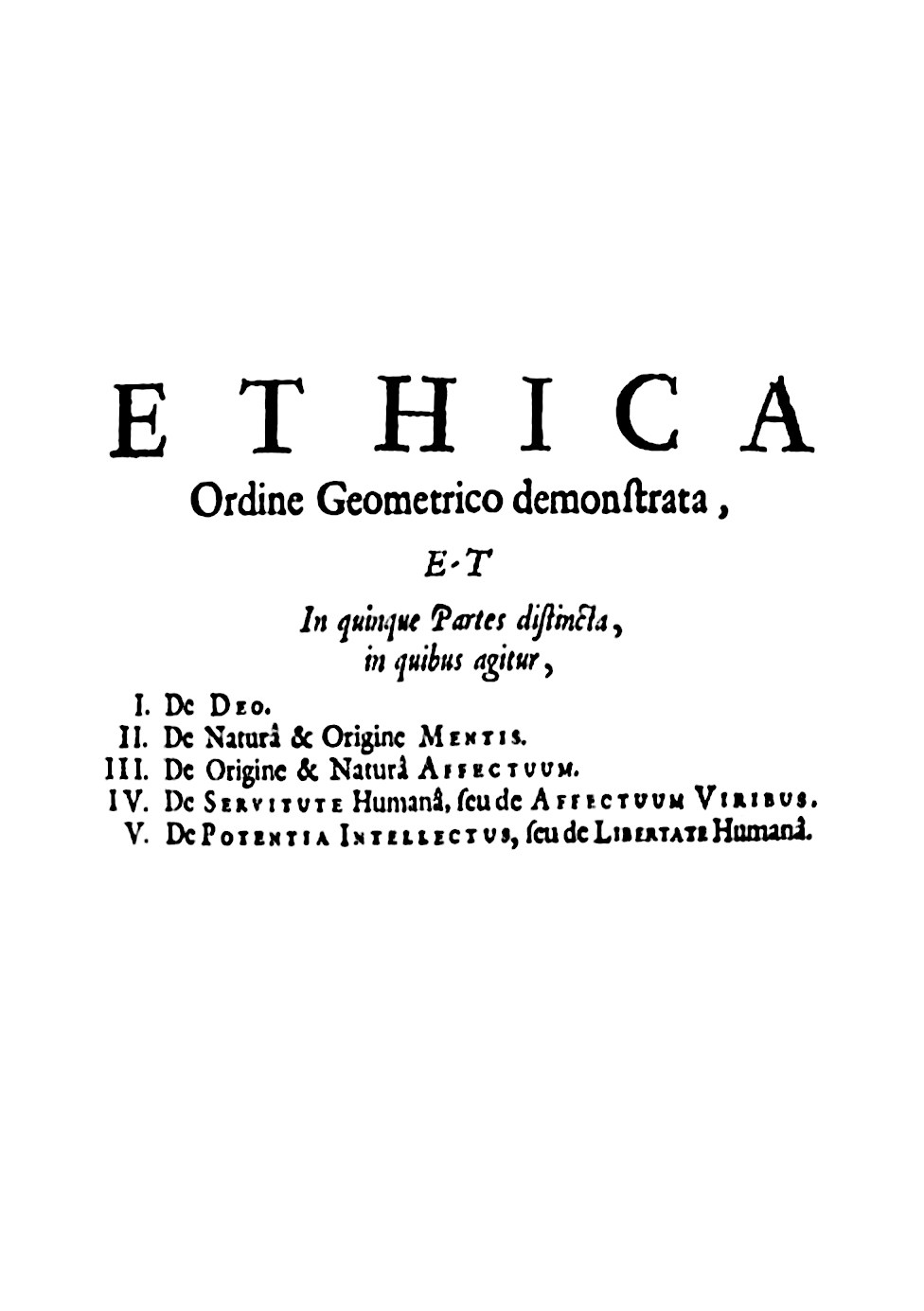
Ethica ordine geometrico demonstrata (1677) utgör Spinozas huvudarbete.

Från trycket utgav han endast två av sina skrifter, dels ett sammandrag av Descartes filosofi, vilket han utarbetade till en sin lärjunges tjänst och offentliggjorde under titeln
Renati des Cartes Principiorum philosophiae pars I et II (1663), dels Tractatus theologico politicus, som utgavs anonymt och med falsk tryckort (1670). I den senare skriften söker han uppvisa, att tankefriheten strider varken mot statens rättsordning eller mot religionens intresse. Staten har att befatta sig blott med de yttre handlingarna, och religionen består inte i vissa dogmer, utan i kärlek, rättrådighet och hängivenhet åt Gud. Gamla Testamentet som religionsurkund behandlar Spinoza härvid på ett sätt, varigenom han blivit en föregångare till den moderna bibelkritiken. För dessa moderna tankar var tiden inte mogen. De framkallade en mängd stridsskrifter, i vilka författaren betecknades som ”den krassaste
ateist”, och till och med i det för sin tankefrihet berömda Holland blev skriften konfiskerad. Varnad härav, meddelade Spinoza sedan sina tankar endast åt vänner, på vilkas tystlåtenhet han litade. Flertalet av hans skrifter offentliggjordes därför först efter hans död. Redan samma år som han dog, utgav hans vänner B. de S. Opera postuma (1677). Där ingick framför allt hans huvudarbete, Ethica ordine geometrico demonstrata, därjämte Tractatus politicus, som behandlar statsläran, den kunskapsteoretiska avhandlingen De intellectus emendatione samt en del brev av och till Spinoza. Ett ungdomsarbete, Brevis tractatus de deo et homine eiusque felicitate, upptäcktes först 1852 och utgavs i holländsk översättning av Eduard Böhmer. En holländsk kommentar till Moseböckerna hade Spinoza själv förstört. 

## Karaktär
Spinoza förverkligade det stoiska visdomsidealet. En professur, som erbjöds honom vid universitetet i Heidelberg, avstod han ifrån, för att den skulle ha inneburit att han inte skulle ha varit fri att uttrycka sina åsikter.

## Filosofi
I sin filosofi utgår Spinoza med avseende på problemställningen från Cartesius (René Descartes), men vid problemens lösning är han starkare påverkad av andan i den judiska spekulation, som utgjort hans ungdoms bildning. Den judiska monoteismen skärper han till en mycket radikal panteism. 
Han såg matematiken som ett ideal för all vetenskaplig metodik, och efter Euklides föredöme försökte han härleda filosofins hela innehåll "på ett geometriskt sätt", deduktivt ur abstrakta definitioner, som propositioner, korollarier och skolier, varvid han identifierar den reala kausaliteten med det logiska förhållandet mellan grund och följd, tagande för givet, att "ordningen och sammanhanget mellan tingen är desamma som ordningen och sammanhanget mellan begreppen". Hans ståndpunkt är därför en ensidig rationalism, för vilken den sinnliga erfarenheten saknar allt kunskapsvärde och de ideala livsvärdena förflyktigas inför en determinism, som betraktar allt som uttryck för en logisk nödvändighet. Men eftersom han på detta sätt betraktar verkligheten ur evighetens synvinkel ("sub specie aeternitatis"), går på djupet av hans tänkande en undergiven religiositet, som till slut mynnar ut i en halvt mystisk intellektuell kärlek till Gud ("amor Dei intellectualis"). 

## Metafysik
Inom metafysiken utgår Spinoza från följande definition på substans:
"Substans är det, som är genom sig självt och genom sig självt begripes". Substansen är sålunda sin egen orsak (latin causa sui) och förutsätter intet annat. Då kan heller icke mera än en substans finnas, och denna måste vara oändlig och omfatta allt. Denna substans är "Gud eller naturen". Det andra grundläggande begreppet hos Spinoza är attribut. "Attribut är det, som förståndet fattar hos substansen såsom utgörande dess väsen". Då detta väsen är en oändlig realitet, måste substansen ha oändligt många attribut, men av dessa känner vi människor endast två, tänkande (latin res cogitans) och utsträckning (latin res extensa). De enskilda tingen är inte substanser, utan endast modi av den ena och enda substansen, olika sätt, varpå denna manifesteras. Modi begränsar och bestämmer varandra inbördes genom den med den logiska konsekvensen identiska kausaliteten. Under tänkandets attribut uppträder ett modus som själ; samma modus under utsträckningens attribut fattas som kropp. Själ och kropp är sak samma, endast sedd från olika synpunkter. Ståndpunkten är sålunda en psykofysisk parallellteori på strängt monistisk grundval. Själ och kropp antas därför icke kunna påverka varandra, men varje förändring på det ena området motsvaras av en förändring på det andra. Så löser Spinoza Cartesius dualism mellan de ändliga substanserna, själarna och kropparna, men flyttar i stället in den i den absoluta substansens väsen.

## Psykologi
Inom psykologin gör Spinoza till sin uppgift "att behandla de mänskliga handlingarna och begären på samma sätt, som om det vore fråga om linjer, ytor och kroppar". Det är särskilt känslorna han i sin etik behandlar, såsom viljans drivkrafter. Varje varelses grunddrift är att bibehålla sig själv i sitt bestämda vara. Därur härflyter de båda grundaffekterna, lust- och olustkänslorna eller glädje (laetitia) och sorg (tristitia). Den förra erfar vi, när något ökar själens makt, den senare vid minskning av denna makt. Ur grunddriften och grundaffekterna härleds en mångfald speciellare affekter, varvid Spinoza gör en mängd anmärkningar, som vittnar om stor människokännedom och ovanlig förmåga att analysera själslivet. Men för en fri vilja finner han ingen plats. Människans handlingar regleras av samma logiska nödvändighet som all annan verklighet. Blott därför att vi icke känner orsakerna, tror vi oss fria. 

## Etik
Intet är gott eller ont i och för sig, utan vi kallar för gott det, som vi eftersträvar, och ont det, som vi vill undvika. Dygden är intet annat än ett handlande efter ens egen naturs lagar, så att man icke bestäms av något annat, något yttre. Men människan är icke ett självständigt väsen, utan blott ett modus av Gud. Sin högsta aktivitet och den största frihet från allt främmande når hon därför, då hon riktar sin ande på Gud och fattar honom och sitt förhållande till honom i adekvata idéer. Men det, som höjer vår aktivitet, älskar vi. Livets mål är därför en intellektuell kärlek till Gud (amor Dei intellectualis). Detta är den högsta dygden och på samma gång den största lyckan. "Saligheten är icke dygdens belöning, utan dygden själv." Vi erhåller den, ej därför att vi behärskar våra begär, utan därför att vi äger den, kan vi härska över begären. "Men allt upphöjt är lika så svårt som sällsynt." 

## Politisk filosofi
Spinozas politiska tänkande återfinns framförallt i verket Teologisk-politisk traktat, och hans i grunden naturrättsliga politiska tänkande har likheter både med Thomas Hobbes och John Locke. Likt många andra samtida politiska tänkare utgår mycket av hans argumentation från Bibeln, och många av hans exempel på statskonst kommer från tidig judisk historia. 
Spinoza brukar betraktas som en kontraktsteoretiker i samma anda som föregångaren Thomas Hobbes och samtida tänkare som John Locke och Samuel von Pufendorf. Utgångspunkten för Spinoza är naturrätten. Naturrätten är summan av alla individers makt, vilket enligt Spinoza innebär att "varje individ har oinskränkt rätt till allt som den förmår". Ett sådant naturrättsligt stadium leder dock till att människor lever i rädsla för sina liv och egendom. Genom att ingå ett fördrag kan människorna bilda ett samhälle präglat av specialisering, effektivisering och omfördelning av resurser, vilket lättar individens arbetsbörda och så småningom ger upphov till vetenskap och olika konstarter.
Det medgivande som följer med ett förbund kan vara antingen implicit eller explicit (vilket också Locke hävdar i Second Treatise on Government). Spinoza menar att de förbund som människor ingår när de överför sin naturliga rätt till de nya samhällen de skapar inte är helt olika den berättelse om förbundet mellan Gud och det judiska folket som återges i [[Andra Moseboken]]. I båda fallen avsäger sig nämligen samtliga invånare sin individuella naturrätt till något icke-personligt (Gud respektive samhället/staten), vilket innebär att ingen enskild individ har mer makt än någon annan. I ett sådant samhälle "överför ingen sin naturrätt till någon på ett sådant sätt att han inte i fortsättningen blir tillfrågad".
Ett samhälle kan styras som en monarki, en aristokrati eller som en demokrati. Spinoza föredrar det sista alternativet eftersom han menar att människor inte vill styras av sina jämlikar utan att det då är bättre att involvera alla människor i statens affärer. Dock menar han att även monarki är ett legitimt styre, och att oavsett om ett samhälle styras av en, ett fleral eller alla invånare, måste makten åtlydas. Han tar också avstånd från majestätsbrott.
Ett samhälle förutsätter lag eftersom människans begär och drifter måste tyglas. I stort har Spinoza en negativ syn på människans natur och menar att hon ofta förutsätter att ett ting är gott eftersom hon eftertraktar det. Lagar måste dock vara rimliga på så sätt att de bara reglerar det som människor faktiskt kan påverka själva. Lagstiftning ska också vara utformad så att människor inte följer lagen av rädsla utan av hopp om någon form av belöning. Lagar ska stiftas av en majoritet av befolkningen, "ty det är nästan omöjligt för majoriteten av en folkförsamling, om den är stor, att enas om något orimligt".
Åsikts- och yttrandefrihet samt religionsfrihet är centrala teman i Spinozas politiska filosofi, och ibland lyfts han fram som en tidig liberal eller proto-liberal. Religionsfrihet och yttrandefrihet är  förutsättningar för ett fungerande samhälle, för "i det land där åsikter som var och en har rätt till anses för ett brott kommer man att regera med stor våldsamhet".
Överlag anser Spinoza att religiösa berättelser främst tjänar till statsnyttan på så sätt att de legitimerar maktinnehav och uppmanar pöbeln att följa lagarna. Till exempel menar han att tyranner skapar en gudomlig proveniens för att konsolidera sin egen makt.

## Spinozas inflytande
Spinozas skrifter framkallade häftig opposition. Länge vågade ingen erkänna sig som anhängare till denne "ateist". Både Bayle och François Fénelon bekämpade hans åsikter; även Leibniz ställde sig avvisande, och i Christian von Wolffs Theologia naturalis blev han föremål för bittra angrepp. 
Så tystnade striden om honom, och han tycktes glömd, när Friedrich Heinrich Jacobi åter riktade uppmärksamheten på honom genom sina brev till Moses Mendelssohn "Ober die lehre des Spinoza" (1785). Herder och Goethe slöt sig nu i mycket till hans åsikter, och ett djupt inflytande har Spinoza sedan utövat på Schleiermacher, Schelling och Hegel, liksom genom parallellteorin på Gustav Fechner, Friedrich Paulsen och många av vår tids monister, till exempel Ernst Haeckel.

## Eftermäle
Asteroiden 7142 Spinoza är uppkallad efter Baruch Spinoza.

## Verk
- Korte Verhandeling van God, de mensch en deszelvs welstand (ca 1660)
- Tractatus de intellectus emendatione (1662)
  - Förståndets förbättring (översättning med kursiveringar av Joachim Siöcrona, Hilaritas, 2010)
- Principia philosophiae cartesianae (1663)
- Tractatus theologico-politicus (1670)
  - Brännbara tankar år 1670 om religion och politik (urval Jane Rogin Nilsson och Joachim Siöcrona, översättning från engelska av Jane Rogin Nilsson, Hilaritas, 2004)
  - Teologisk-politisk traktat (översättning av Niklas Olaison med en inledning av Fredrika Spindler, Daidalos, 2014)
- Tractatus politicus (1675–1676, oavslutad)
- Ethica ordine geometrico demonstrata (1677)
  - Etik (övers. med en inledning av Alf Ahlberg, Björk & Börjeson, 1922). Ny utgåva av Daidalos, 1983
  - Etiken (översättning Dagmar Lagerberg, Thales, 1989)
- Compendium grammatices linguae hebraeae (1677)
- Cogitata metaphysica
  - Metafysiska tankar: om Guds essens och existens, liv, vilja och förstånd, om tid, fortvaro och evighet, skapelse och oändlighet 1663 (övers. av Joachim Siöcrona, Hilaritas, 1994)

Svenska urvalsvolymer
- Spinoza (i urval och med inledning av Arnold Zweig, översättning av Valdemar Langlet, Bonnier, 1949)
- Tolv brev: om Gudnaturen, förnuftet och vidskepelsen, den kristna ortodoxin, tiden och evigheten: 1661–1676 (valda, översatta och utgivna av Joachim Siöcrona, Hilaritas, 1993)